# Friedrich August Wilhelm Spohn

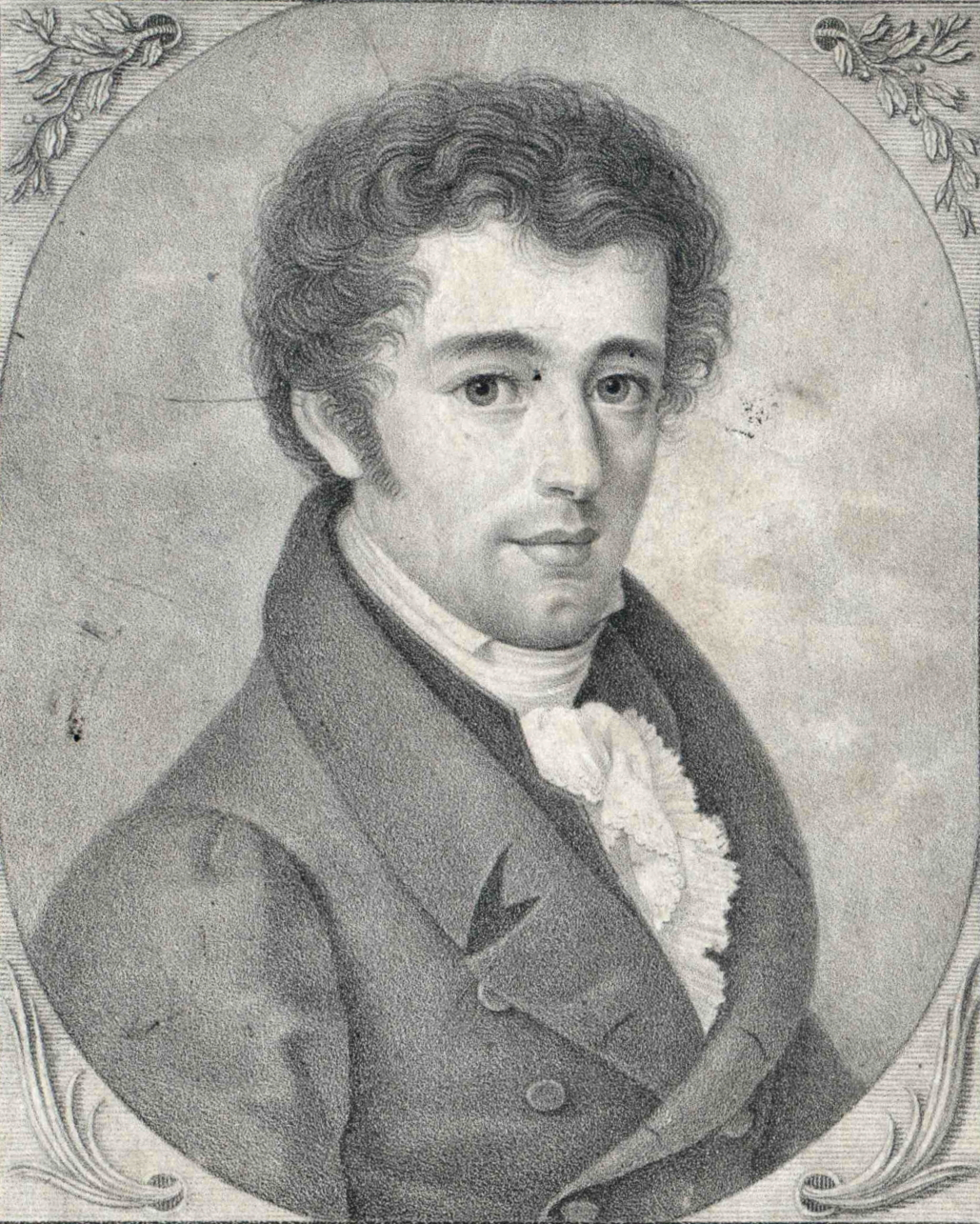
Porträt Friedrich August Wilhelm Spohns von Friedrich August Fricke (um 1820)

Friedrich August Wilhelm Spohn (* 16. Mai 1792 in Dortmund; † 17. Januar 1824 in Leipzig) war ein deutscher klassischer Philologe.

## Leben

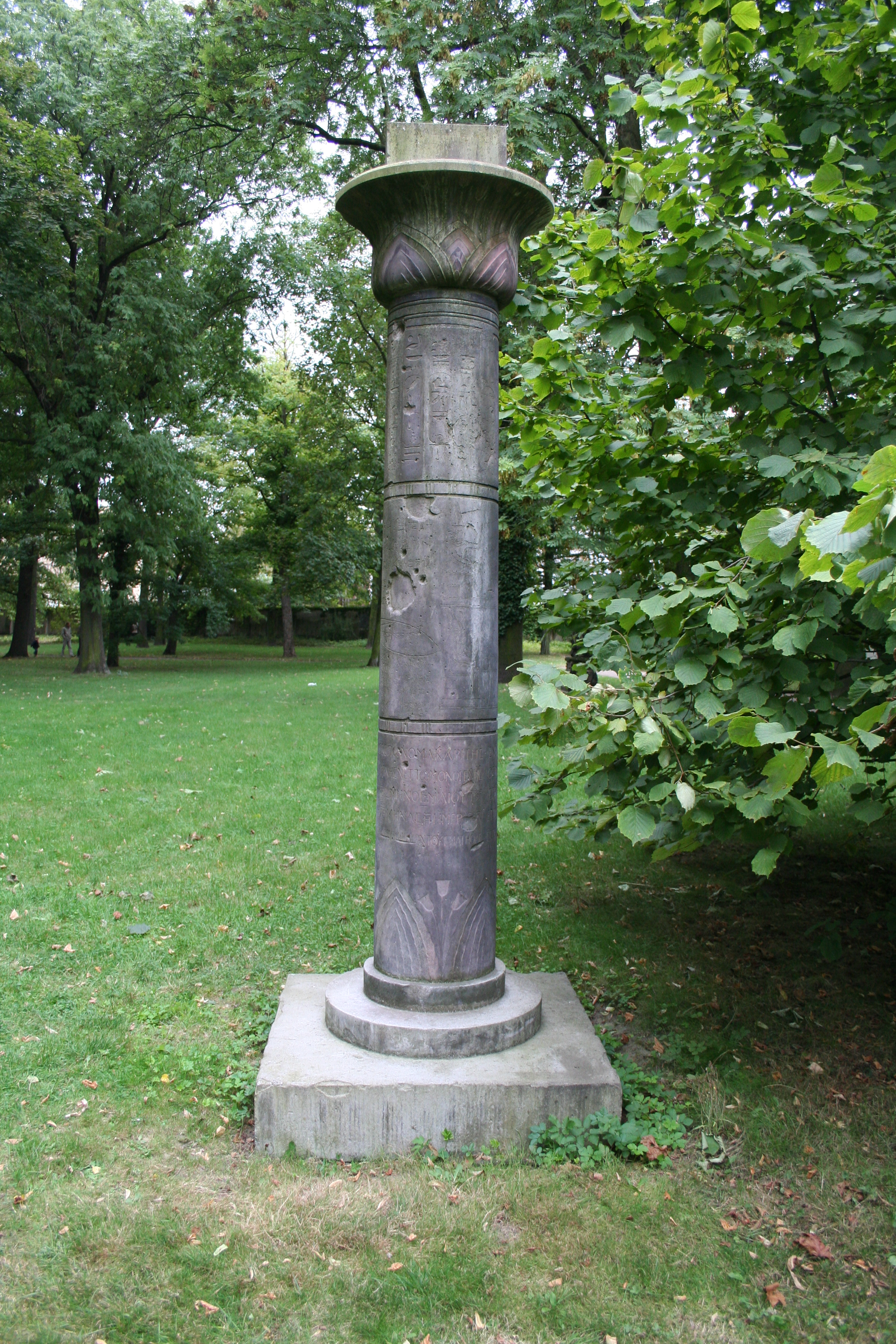
Grabsäule Spohns auf dem Alten Johannisfriedhof in Leipzig

Spohn war Sohn des Theologen Gottlieb Lebrecht Spohn und dessen Ehefrau Christiane Rosine Wilhelmine geb. Netto. Sein Vater nahm 1794 eine Professur an der Universität Wittenberg an, starb jedoch kurz nach dem Umzug. Friedrich August Wilhelm Spohn begann sein Studium der Philologie 1804 in Schulpforte und wechselte 1810 nach Wittenberg. Hier erlangte er 1813 mit seiner Abhandlung De agro Troiano den Magister-Titel. Im August 1813 übersiedelte er mit seiner Mutter nach Schmiedeberg.  Im August 1815 ging er nach Leipzig, wo er sich im September habilitierte. An der Universität Leipzig hielt er zahlreiche Vorlesungen und wurde 1817 zunächst außerordentlicher Professor der Philosophie und 1819 als Nachfolger von Christian Daniel Beck ordentlicher Professor für griechische und lateinische Sprache. Für den Februar 1821 war Spohn als Landstand der Universität für den sächsischen Landtag gewählt worden.
Neben seiner Tätigkeit als Herausgeber von Werken antiker Autoren beschäftigte er sich auch mit der Entzifferung der ägyptischen Hieroglyphen. Diese Versuche blieben allerdings ohne nennenswerten Erfolg.
Nach seinem frühen Tod im Jahr 1824 wurde Spohn auf dem Alten Johannisfriedhof in Leipzig beigesetzt. Über seinem Grab wurde eine von seiner Mutter gestiftete Säule errichtet, die Spohns Schüler Gustav Seyffarth nach ägyptischen Vorbildern entwarf und mit einer griechischen sowie (pseudo)-ägyptischen Inschrift versehen ließ.

## Werke
Autor
- De agro Troiano (1814)
- De extrema parte Odysseae (1816)
- De Tibullo (1819)
- Lectiones Theocriteae (1822)
- De lingua et literis veterum Aegyptiorum (1825)

Herausgeber
- Isokrates: Panegyricus (1817)
- Nikephoros Blemmida (1818)
- Hesiod: Opera et dies (1819)